# Облога Білої Церкви

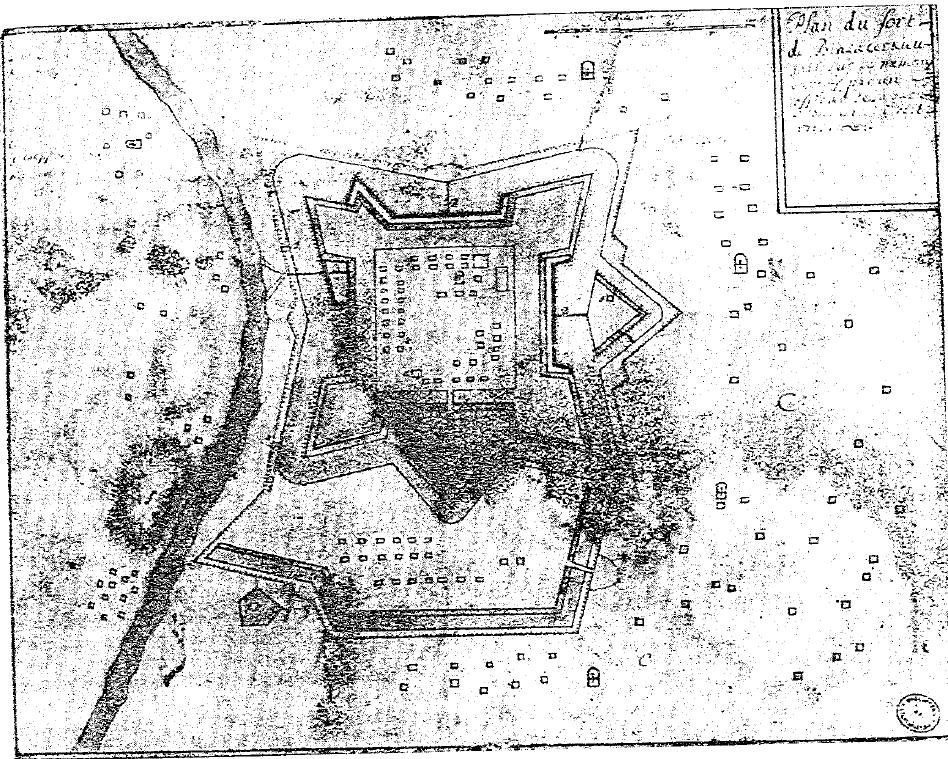
План Білоцерківської фортеці у 1713 році

Облога Білої Церкви у вересні-листопаді 1702 року сталася під час під час козацького повстання Палія 1702—1704 років проти влади Речі Посполитої на Правобережжі.

## Відомості
У 1699 р. Річ Посполита уклала Карловацький мир із Османською імперією, за яким Поділля вернулося до Речі Посполитої, османи остаточно зреклися своїх претензій до Правобережної України, й козаки тепер більше не були потрібні Речі Посполитій. В тому ж самому 1699 р. сойм постановив скасувати в межах Речі Посполитої козаччину, й коронний гетьман Станіслав Ян Яблоновський видав наказ гетьманові Самусю і всім полковникам, щоб вони розпустили козаків і здали укріплені місця команді Речі Посполитої.
Правобережне козацтво на чолі з популярним у народі полковником Семеном Палієм підняло повстання: перелякані урядники Речі Посполитої повідомляли, що Палій хоче «піти слідами Хмельницького».
Влада Речі Посполитої вислала в 1700 р. чотиритисячний відділ війська з артилерією проти Палія. Одначе Палій розбив цей відділ. Це був уже відкритий розрив із Річчю Посполитою. Але уряд Речі Посполитої був зайнятий шведською війною. Щоб приборкати козаків, було оповіщене посполите рушення шляхти в усіх трьох воєводствах: Київському, Волинському й Подільському. Гетьман Самусь зі свого боку розіслав універсали до всього народу, підіймаючи його на війну. Він оповіщав, ніби присягнув за весь український народ на Правобережжі бути вірним цареві й слухатися гетьмана Івана Мазепи. Сили повстанців налічували 12 тис.
Головною опорою влади Речі Посполитої в краю була сильна укріплена фортеця в Білій Церкві. На початку вересня 1702 р. повстанське військо на чолі з Самусем обложило Білу Церкву, в якій перебував добре озброєний гарнізон.
Повстання народних мас Правобережної України викликало серйозне занепокоєння серед шляхти й місцевих урядовців. У Київському, Волинському, Брацлавському та Подільському воєводствах створювалися шляхетські ополчення для придушення повстань. Шляхта зверталася за допомогою до уряду Речі Посполитої, молдовського господаря і лівобережного гетьмана. Поширення повстань опришків у Галицькій землі примусило й там місцеву адміністрацію створювати шляхетське ополченця. Проте зупинити розвиток повстань шляхта не змогла.
7 вересня 1702 р. Самусь звернувся з закликом до повстанців Подністров'я йти на з'єднання з головними силами під Білу Церкву, а також повідомив їх про свою присягу Московському царству від імені всього українського народу.
Військо Речі Посполитої, яке рушило виручати Білу Церкву, було розбите під Бердичевом. Прибуття головних сил повстанців від Бердичева під Білу Церкву активізувало облогу. Нарешті після сімох тижнів облоги 10 листопада 1702 року козаки штурмом здобули Білу Церкву. 28 гармат, великі запаси пороху і всякої амуніції були їхніми трофеями.
Полковник Палій переніс сюди свою резиденцію з Фастова. З-під Білої Церкви гетьман Самусь рушив до другої важкої фортеці, до Немирова на Поділлі, й також здобув його. По всьому краю розлилося народне повстання, як колись за Богдана Хмельницького. Повстанські ватажки повідомили царський уряд про перемогу над військами Речі Посполитої, визволення Правобережжя і бажання перейти під владу московського царя.